# Reynaldo César Moraes
Reynaldo César Moraes, meglio noto come Reynaldo (Catanduva, 3 gennaio 1997), è un calciatore brasiliano, difensore del Remo.

## Carriera
Cresciuto nel settore giovanile del Ponte Preta, ha esordito in prima squadra il 25 febbraio 2017 disputando l'incontro del Campionato Paulista vinto per 1-0 contro il São Bernardo. Non riuscendo a trovare spazio in prima squadra, nella stagione 2019 viene ceduto in prestito al Tombense in Série C. Per la stagione 2020 viene acquistato a titolo definitivo dalla Juventude, con cui totalizza 10 presenze tra Campionato Gaúcho e Série B. Nel settembre del 2020 viene acquistato dai portoghesi del Moreirense, dove però gioca solo una partita nella prima divisione portoghese. Agli inizi del 2021 ritorna in Brasile per giocare tra le file del Goiás; ottenuta la promozione in massima serie al termine della stagione, il 10 aprile 2022 debutta nel Brasileirão giocando l'incontro perso per 3-0 contro il Coritiba.

## Statistiche

### Presenze e reti nei club
Statistiche aggiornate al 26 maggio 2023.
| Stagione           | Squadra            | Campionato         | Campionato | Campionato | Coppe nazionali | Coppe nazionali | Coppe nazionali | Coppe continentali | Coppe continentali | Coppe continentali | Altre coppe | Altre coppe | Altre coppe | Totale | Totale |
| Stagione           | Squadra            | Comp               | Pres       | Reti       | Comp            | Pres            | Reti            | Comp               | Pres               | Reti               | Comp        | Pres        | Reti        | Pres   | Reti   |
| ------------------ | ------------------ | ------------------ | ---------- | ---------- | --------------- | --------------- | --------------- | ------------------ | ------------------ | ------------------ | ----------- | ----------- | ----------- | ------ | ------ |
| 2017               | Ponte Preta        | A1/SP+A            | 6+0        | 0          | CB              | 0               | 0               | CS                 | 1                  | 0                  |             | -           | -           | 7      | 0      |
| 2018               | Ponte Preta        | A1/SP+B            | 3+2        | 0          | CB              | 4               | 0               |                    | -                  | -                  |             | -           | -           | 9      | 0      |
| Totale Ponte Preta | Totale Ponte Preta | Totale Ponte Preta | 11         | 0          |                 | 4               | 0               |                    | 1                  | 0                  |             | -           | -           | 16     | 0      |
| 2019               | Tombense           | M1/MG+C            | 11+12      | 0          | CB              | 2               | 0               |                    | -                  | -                  |             | -           | -           | 25     | 0      |
| 2020               | Juventude          | PD/RS+B            | 6+4        | 0          | CB              | 2               | 0               |                    | -                  | -                  |             | -           | -           | 12     | 0      |
| 2020-2021          | Moreirense         | PL                 | 1          | 0          | CP              | 0               | 0               |                    | -                  | -                  |             | -           | -           | 1      | 0      |
| 2021               | Goiás              | B                  | 34         | 0          | CB              | -               | -               |                    | -                  | -                  |             | -           | -           | 34     | 0      |
| 2022               | Goiás              | PD/GO+A            | 11+32      | 0          | CB              | 6               | 0               |                    | -                  | -                  |             | -           | -           | 49     | 0      |
| Totale Goiás       | Totale Goiás       | Totale Goiás       | 77         | 0          |                 | 6               | 0               |                    | -                  | -                  |             | -           | -           | 83     | 0      |
| 2023               | Cruzeiro           | M1/MG+A            | 8+1        | 0          | CB              | -               | -               |                    | -                  | -                  |             | -           | -           | 9      | 0      |
| Totale carriera    | Totale carriera    | Totale carriera    | 131        | 0          |                 | 14              | 0               |                    | 1                  | 0                  |             | -           | -           | 146    | 0      |